# Дарген
Дарген (њем. Dargen) општина је у њемачкој савезној држави Мекленбург-Западна Померанија. Једно је од 89 општинских средишта округа Остфорпомерн. Према процјени из 2010. у општини је живјело 538 становника. Посједује регионалну шифру (AGS) 13059017.

## Географски и демографски подаци
Дарген се налази у савезној држави Мекленбург-Западна Померанија у округу Остфорпомерн. Општина се налази на надморској висини од 1 метара. Површина општине износи 28,2 km². У самом мјесту је, према процјени из 2010. године, живјело 538 становника. Просјечна густина становништва износи 19 становника/km².